# Shinken Taira
Shinken Taira (平 信賢 ; 1898-1970) était un maître d'arts martiaux japonais, né sous le nom de Shinken Maezato (前里 信賢) en 1898 sur l'île de Kume dans l'archipel de Ryūkyū.